# Китайская макрель
Китайская макрель (лат. Scomberomorus sinensis) — вид рыб из семейства скумбриевых. Обитают в западной части Тихого океана. Входят в реку Меконг и поднимаются на 300 км вверх по реке. В отличие от других макрелей, представители этого вида имеют плавательный пузырь.

## Распространение
Распространены в западной части Тихого океана. Встречаются в Японском море, вдоль тихоокеанского побережья Японии от острова Хонсю; у берегов Кореи, Китая, Тайваня; на юг до Вьетнама и Камбоджи. Заходят в реку Меконг, поднимаются вверх по течению на расстоянии до 300 км.

## Описание
У китайских макрелей удлинённое тело, несколько сжатое с боков, покрыто мелкой чешуёй. Хвостовой стебель тонкий с простым килем. Зубы ножевидной формы. Голова короткая. Длина рыла короче оставшейся длины головы. Имеются сошниковые и нёбные зубы. Верхнечелюстная кость не спрятана под предглазничную. Два спинных плавника разделены небольшим промежутком. Боковая линия резко изгибается вниз в районе первого спинного плавника. Брюшные плавники маленькие. Брюшной межплавниковый отросток маленький и раздвоенный. Зубы на языке отсутствуют. Количество жаберных тычинок на первой жаберной дуге 10—15. Позвонков 41—42. В первом спинном плавнике 15—17 колючих лучей, во втором спинном 15—17 мягких лучей. В анальном плавнике 16—19 мягких лучей. Позади второго спинного и анального плавников пролегает ряд из 6—7 мелких плавничков, помогающих избегать образования водоворотов при быстром движении. Грудные плавники образованы 21—23 лучами. Хвостовой плавник серповидной формы. Есть плавательный пузырь. Тело и голова серебристого цвета, спина несколько темнее. По бокам разбросаны крупные (крупнее диаметра глаза) неясные пятна  округлой формы, расположенные двумя неровными рядами. Плавники тёмные. Брюшные и анальный плавники с чёрными краями. Плавнички за анальным плавником бесцветные.
Максимальная длина тела 247 см, обычно до 100 см, масса тела до 131 кг.

## Взаимодействие с человеком
Данных для оценки Международным союзом охраны природы охранного статуса вида недостаточно.